# Eisschnelllauf-Sprintweltmeisterschaft 1987
Die 18. Eisschnelllauf-Sprintweltmeisterschaft wurde vom 31. Januar bis 1. Februar im kanadischen Sainte-Foy (Gaétan Boucher Oval) ausgetragen.

## Wettbewerb
- 64 Sportler aus 17 Nationen nahmen am Mehrkampf teil

| Teilnehmende Nationen                            | Teilnehmende Nationen                                              | Teilnehmende Nationen               | Teilnehmende Nationen  | Teilnehmende Nationen          |
| ------------------------------------------------ | ------------------------------------------------------------------ | ----------------------------------- | ---------------------- | ------------------------------ |
| Australien Österreich Kanada Volksrepublik China | Finnland Frankreich BR Deutschland Deutsche Demokratische Republik | Japan Südkorea Niederlande Norwegen | Polen Schweiz Schweden | Sowjetunion Vereinigte Staaten |

### Frauen

#### Endstand
- Zeigt die zwölf erfolgreichsten Sportlerinnen der Sprint-WM

| Rang | Name                      | 1. Lauf 500 Meter | Pkt.  | 1. Lauf 1.000 Meter | Pkt.  | 2. Lauf 500 Meter | Pkt.  | 2. Lauf 1.000 Meter | Pkt.  | Gesamt- pkt. |
| ---- | ------------------------- | ----------------- | ----- | ------------------- | ----- | ----------------- | ----- | ------------------- | ----- | ------------ |
| 1    | Karin Kania-Enke          | 42,06 (4)         | 42,06 | 1:24,48 (1)         | 42,24 | 41,26 (3)         | 41,26 | 1:22,25 (1)         | 41,12 | 166,685      |
| 2    | Bonnie Blair              | 41,63 (2)         | 41,63 | 1:26,84 (3)         | 43,42 | 40,50 (1)         | 40,50 | 1:24,52 (4)         | 42,26 | 167,810      |
| 3    | Christa Rothenburger      | 41,33 (1)         | 41,33 | 1:29,41 (10)        | 44,70 | 41,18 (2)         | 41,18 | 1:23,45 (2)         | 41,72 | 168,940      |
| 4    | Andrea Ehrig-Mitscherlich | 42,88 (12)        | 42,88 | 1:26,27 (2)         | 43,13 | 42,53 (12)        | 42,53 | 1:24,27 (3)         | 42,13 | 170,680      |
| 5    | Seiko Hashimoto           | 42,39 (6)         | 42,39 | 1:28,76 (7)         | 44,38 | 42,35 (10)        | 42,35 | 1:25,22 (5)         | 42,61 | 171,730      |
| 6    | Monika Gawenus-Pflug      | 41,76 (3)         | 41,76 | 1:32,30 (23)        | 46,15 | 41,51 (4)         | 41,51 | 1:26,95 (13)        | 43,47 | 172,895      |
| 7    | Katie Class               | 43,57 (18)        | 43,57 | 1:28,44 (5)         | 44,22 | 42,14 (8)         | 42,14 | 1:26,10 (8)         | 43,05 | 172,980      |
| 8    | Tatjana Kabutova          | 42,61 (7)         | 42,61 | 1:29,48 (11)        | 44,74 | 42,64 (14)        | 42,64 | 1:26,13 (9)         | 43,06 | 173,055      |
| 9    | Irina Fatejeva            | 42,80 (10)        | 42,80 | 1:28,17 (4)         | 44,08 | 42,94 (21)        | 42,94 | 1:26,98 (14)        | 43,49 | 173,315      |
| 10   | Yvonne van Gennip         | 43,84 (22)        | 43,84 | 1:28,47 (6)         | 44,23 | 42,86 (18)        | 42,86 | 1:25,60 (7)         | 42,80 | 173,735      |
| 11   | Wang Xiuli                | 44,13 (23)        | 44,13 | 1:29,92 (13)        | 44,96 | 42,03 (6)         | 42,03 | 1:25,24 (6)         | 42,62 | 173,740      |
| 12   | Erwina Rys-Ferens         | 43,26 (15)        | 43,26 | 1:29,38 (9)         | 44,69 | 42,85 (17)        | 42,85 | 1:26,22 (10)        | 43,11 | 173,910      |

#### 1. Lauf 500 Meter
| Platz | Name                      | Land                            | Zeit  | Punkte |
| ----- | ------------------------- | ------------------------------- | ----- | ------ |
| 1     | Christa Rothenburger      | Deutsche Demokratische Republik | 41,33 | 41,33  |
| 2     | Bonnie Blair              | Vereinigte Staaten              | 41,63 | 41,63  |
| 3     | Monika Gawenus-Pflug      | BR Deutschland                  | 41,76 | 41,76  |
| 4     | Karin Kania-Enke          | Deutsche Demokratische Republik | 42,06 | 42,06  |
| 5     | Marina Jevgrafova         | Sowjetunion                     | 42,37 | 42,37  |
| 6     | Seiko Hashimoto           | Japan                           | 42,39 | 42,39  |
| 7     | Tatjana Kabutova          | Sowjetunion                     | 42,61 | 42,61  |
| 8     | Emese Nemeth-Hunyady      | Österreich                      | 42,72 | 42,72  |
| 9     | Yoo Seon-hee              | Südkorea                        | 42,78 | 42,78  |
| 10    | Irina Fatejeva            | Sowjetunion                     | 42,80 | 42,80  |
|       |                           |                                 |       |        |
| 12    | Andrea Ehrig-Mitscherlich | Deutsche Demokratische Republik | 42,88 | 42,88  |
| 19    | Angela Stahnke            | Deutsche Demokratische Republik | 43,66 | 43,66  |

#### 1. Lauf 1.000 Meter
| Platz | Name                      | Land                            | Zeit    | Punkte |
| ----- | ------------------------- | ------------------------------- | ------- | ------ |
| 1     | Karin Kania-Enke          | Deutsche Demokratische Republik | 1:24,48 | 42,24  |
| 2     | Andrea Ehrig-Mitscherlich | Deutsche Demokratische Republik | 1:26,27 | 43,13  |
| 3     | Bonnie Blair              | Vereinigte Staaten              | 1:26,84 | 43,42  |
| 4     | Irina Fatejeva            | Sowjetunion                     | 1:28,17 | 44,08  |
| 5     | Katie Class               | Vereinigte Staaten              | 1:28,44 | 44,22  |
| 6     | Yvonne van Gennip         | Niederlande                     | 1:28,47 | 44,23  |
| 7     | Seiko Hashimoto           | Japan                           | 1:28,76 | 44,38  |
| 8     | Irina Kuleschowa-Kowrowa  | Sowjetunion                     | 1:28,82 | 44,41  |
| 9     | Erwina Ryś-Ferens         | Polen                           | 1:29,38 | 44,69  |
| 10    | Christa Rothenburger      | Deutsche Demokratische Republik | 1:29,41 | 44,70  |
|       |                           |                                 |         |        |
| 15    | Angela Stahnke            | Deutsche Demokratische Republik | 1:30,69 | 45,34  |
| 23    | Monika Gawenus-Pflug      | BR Deutschland                  | 1:32,30 | 46,15  |

#### 2. Lauf 500 Meter
| Platz | Name                      | Land                            | Zeit  | Punkte |
| ----- | ------------------------- | ------------------------------- | ----- | ------ |
| 1     | Bonnie Blair              | Vereinigte Staaten              | 40,50 | 40,50  |
| 2     | Christa Rothenburger      | Deutsche Demokratische Republik | 41,18 | 41,18  |
| 3     | Karin Kania-Enke          | Deutsche Demokratische Republik | 41,26 | 41,26  |
| 4     | Monika Gawenus-Pflug      | BR Deutschland                  | 41,51 | 41,51  |
| 5     | Edel Therese Høiseth      | Norwegen                        | 42,00 | 42,00  |
| 6     | Wang Xiuli                | Volksrepublik China             | 42,03 | 42,03  |
| 7     | Shōko Fusano              | Japan                           | 42,07 | 42,07  |
| 8     | Katie Class               | Vereinigte Staaten              | 42,14 | 42,14  |
| 9     | Angela Stahnke            | Deutsche Demokratische Republik | 42,28 | 42,28  |
| 10    | Seiko Hashimoto           | Japan                           | 42,35 | 42,35  |
|       |                           |                                 |       |        |
| 12    | Andrea Ehrig-Mitscherlich | Deutsche Demokratische Republik | 42,53 | 42,53  |

#### 2. Lauf 1.000 Meter
| Platz | Name                      | Land                            | Zeit    | Punkte |
| ----- | ------------------------- | ------------------------------- | ------- | ------ |
| 1     | Karin Kania-Enke          | Deutsche Demokratische Republik | 1:22,25 | 41,12  |
| 2     | Christa Rothenburger      | Deutsche Demokratische Republik | 1:23,45 | 41,72  |
| 3     | Andrea Ehrig-Mitscherlich | Deutsche Demokratische Republik | 1:24,27 | 42,13  |
| 4     | Bonnie Blair              | Vereinigte Staaten              | 1:24,52 | 42,26  |
| 5     | Seiko Hashimoto           | Japan                           | 1:25,22 | 42,61  |
| 6     | Wang Xiuli                | Volksrepublik China             | 1:25,24 | 42,62  |
| 7     | Yvonne van Gennip         | Niederlande                     | 1:25,60 | 42,80  |
| 8     | Katie Class               | Vereinigte Staaten              | 1:26,10 | 43,05  |
| 9     | Tatjana Kabutova          | Sowjetunion                     | 1:26,13 | 43,06  |
| 10    | Erwina Ryś-Ferens         | Polen                           | 1:26,22 | 43,11  |
|       |                           |                                 |         |        |
| 12    | Angela Stahnke            | Deutsche Demokratische Republik | 1:26,92 | 43,46  |
| 13    | Monika Gawenus-Pflug      | BR Deutschland                  | 1:26,95 | 43,47  |

### Männer

#### Endstand
- Zeigt die zwölf erfolgreichsten Sportler der Sprint-WM

| Rang | Name              | 1. Lauf 500 Meter | Pkt.  | 1. Lauf 1.000 Meter | Pkt.  | 2. Lauf 500 Meter | Pkt.  | 2. Lauf 1.000 Meter | Pkt.  | Gesamt- pkt. |
| ---- | ----------------- | ----------------- | ----- | ------------------- | ----- | ----------------- | ----- | ------------------- | ----- | ------------ |
| 1    | Akira Kuroiwa     | 38,20 (2)         | 38,20 | 1:20,82 (5)         | 40,41 | 37,9 (2)          | 37,90 | 1:16,89 (2)         | 38,44 | 154,955      |
| 2    | Nick Thometz      | 38,53 (3)         | 38,53 | 1:19,58 (1)         | 39,79 | 37,96 (4)         | 37,96 | 1:17,76 (4)         | 38,88 | 155,160      |
| 3    | Yukihiro Mitani   | 38,71 (5)         | 38,71 | 1:20,94 (6)         | 40,47 | 37,93 (3)         | 37,93 | 1:16,71 (1)         | 38,35 | 155,465      |
| 4    | Uwe-Jens Mey      | 39,23 (12)        | 39,23 | 1:21,01 (7)         | 40,50 | 38,02 (5)         | 38,02 | 1:17,90 (5)         | 38,95 | 156,705      |
| 5    | Sergei Fokitschew | 37,99 (1)         | 37,99 | 1:22,71 (21)        | 41,35 | 37,82 (1)         | 37,82 | 1:19,47 (18)        | 39,73 | 156,900      |
| 6    | Geert Kuiper      | 38,70 (4)         | 38,70 | 1:21,17 (10)        | 40,58 | 38,43 (9)         | 38,43 | 1:18,82 (10)        | 39,41 | 157,125      |
| 7    | Andrei Bachwalow  | 38,98 (6)         | 38,98 | 1:21,50 (13)        | 40,75 | 38,53 (11)        | 38,53 | 1:17,95 (6)         | 38,97 | 157,235      |
| 8    | Igor Schelesowski | 40,06 (27)        | 40,06 | 1:21,02 (8)         | 40,51 | 38,37 (8)         | 38,37 | 1:17,10 (3)         | 38,55 | 157,490      |
| 9    | Erik Henriksen    | 39,27 (13)        | 39,27 | 1:21,10 (9)         | 40,55 | 38,54 (12)        | 38,54 | 1:18,43 (8)         | 39,21 | 157,575      |
| 10   | Uwe Streb         | 39,32 (16)        | 39,32 | 1:20,30 (3)         | 40,15 | 39,10 (21)        | 39,10 | 1:18,55 (9)         | 39,27 | 157,845      |
| 11   | Makoto Hirose     | 39,28 (14)        | 39,28 | 1:21,85 (16)        | 40,92 | 38,16 (6)         | 38,16 | 1:19,29 (15)        | 39,64 | 158,010      |
| 12   | Dan Jansen        | 39,19 (11)        | 39,19 | 1:23,03 (23)        | 41,51 | 38,16 (6)         | 38,16 | 1:18,41 (7)         | 39,20 | 158,070      |

#### 1. Lauf 500 Meter
| Platz | Name                 | Land                            | Zeit  | Punkte |
| ----- | -------------------- | ------------------------------- | ----- | ------ |
| 1     | Sergei Fokitschew    | Sowjetunion                     | 37,99 | 37,99  |
| 2     | Akira Kuroiwa        | Japan                           | 38,20 | 38,20  |
| 3     | Nick Thometz         | Vereinigte Staaten              | 38,53 | 38,53  |
| 4     | Geert Kuiper         | Niederlande                     | 38,70 | 38,70  |
| 5     | Yukihiro Mitani      | Japan                           | 38,71 | 38,71  |
| 6     | Andrei Bachwalow     | Sowjetunion                     | 38,98 | 38,98  |
| 7     | Jouko Vesterlund     | Finnland                        | 39,00 | 39,00  |
| 8     | Ingemar Bredeli      | Norwegen                        | 39,08 | 39,08  |
| 9     | Gaétan Boucher       | Kanada                          | 39,14 | 39,14  |
| 10    | Frode Rønning        | Norwegen                        | 39,18 | 39,18  |
|       |                      |                                 |       |        |
| 12    | Uwe-Jens Mey         | Deutsche Demokratische Republik | 39,23 | 39,23  |
| 16    | Uwe Streb            | BR Deutschland                  | 39,32 | 39,32  |
| 19    | Hans-Peter Oberhuber | BR Deutschland                  | 39,46 | 39,46  |
| 27    | André Hoffmann       | Deutsche Demokratische Republik | 40,06 | 40,06  |

#### 1. Lauf 1.000 Meter
| Platz | Name                 | Land                            | Zeit    | Punkte |
| ----- | -------------------- | ------------------------------- | ------- | ------ |
| 1     | Nick Thometz         | Vereinigte Staaten              | 1:19,58 | 39,79  |
| 2     | Michael Hadschieff   | Österreich                      | 1:19,89 | 39,94  |
| 3     | Uwe Streb            | BR Deutschland                  | 1:20,30 | 40,15  |
| 4     | Yasumitsu Kanehama   | Japan                           | 1:20,70 | 40,35  |
| 5     | Akira Kuroiwa        | Japan                           | 1:20,82 | 40,41  |
| 6     | Yukihiro Mitani      | Japan                           | 1:20,94 | 40,47  |
| 7     | Uwe-Jens Mey         | Deutsche Demokratische Republik | 1:21,01 | 40,50  |
| 8     | Igor Schelesowski    | Sowjetunion                     | 1:21,02 | 40,51  |
| 9     | Erik Henriksen       | Vereinigte Staaten              | 1:21,10 | 40,55  |
| 10    | Geert Kuiper         | Niederlande                     | 1:21,17 | 40,58  |
|       |                      |                                 |         |        |
| 18    | André Hoffmann       | Deutsche Demokratische Republik | 1:22,36 | 41,18  |
| 25    | Hans-Peter Oberhuber | BR Deutschland                  | 1:23,24 | 41,62  |

#### 2. Lauf 500 Meter
| Platz | Name                     | Land                            | Zeit  | Punkte |
| ----- | ------------------------ | ------------------------------- | ----- | ------ |
| 1     | Sergei Fokitschew        | Sowjetunion                     | 37,82 | 37,82  |
| 2     | Akira Kuroiwa            | Japan                           | 37,90 | 37,90  |
| 3     | Yukihiro Mitani          | Japan                           | 37,93 | 37,93  |
| 4     | Nick Thometz             | Vereinigte Staaten              | 37,96 | 37,96  |
| 5     | Uwe-Jens Mey             | Deutsche Demokratische Republik | 38,02 | 38,02  |
| 6     | Makoto Hirose Dan Jansen | Japan Vereinigte Staaten        | 38,16 | 38,16  |
| 8     | Igor Schelesowski        | Sowjetunion                     | 38,37 | 38,37  |
| 9     | Geert Kuiper             | Niederlande                     | 38,43 | 38,43  |
| 10    | Jan Ykema                | Niederlande                     | 38,50 | 38,50  |
|       |                          |                                 |       |        |
| 16    | Hans-Peter Oberhuber     | BR Deutschland                  | 38,81 | 38,81  |
| 17    | André Hoffmann           | Deutsche Demokratische Republik | 38,83 | 38,83  |
| 21    | Uwe Streb                | BR Deutschland                  | 39,10 | 39,10  |

#### 2. Lauf 1.000 Meter
| Platz | Name                 | Land                            | Zeit    | Punkte |
| ----- | -------------------- | ------------------------------- | ------- | ------ |
| 1     | Yukihiro Mitani      | Japan                           | 1:16,71 | 38,35  |
| 2     | Akira Kuroiwa        | Japan                           | 1:16,89 | 38,44  |
| 3     | Igor Schelesowski    | Sowjetunion                     | 1:17,10 | 38,55  |
| 4     | Nick Thometz         | Vereinigte Staaten              | 1:17,76 | 38,88  |
| 5     | Uwe-Jens Mey         | Deutsche Demokratische Republik | 1:17,90 | 38,95  |
| 6     | Andrei Bachwalow     | Sowjetunion                     | 1:17,95 | 38,97  |
| 7     | Dan Jansen           | Vereinigte Staaten              | 1:18,41 | 39,20  |
| 8     | Erik Henriksen       | Vereinigte Staaten              | 1:18,43 | 39,21  |
| 9     | Uwe Streb            | BR Deutschland                  | 1:18,55 | 39,27  |
| 10    | Geert Kuiper         | Niederlande                     | 1:18,82 | 39,41  |
|       |                      |                                 |         |        |
| 14    | André Hoffmann       | Deutsche Demokratische Republik | 1:19,23 | 39,61  |
| 28    | Hans-Peter Oberhuber | BR Deutschland                  | 1:21,29 | 40,64  |
| 30    | Pascal Hinni         | Schweiz                         | 1:22,46 | 41,23  |